# DeviceNet
DeviceNet é um protocolo de comunicação utilizado em automação industrial para troca de dados entre dispositivos de controle. Ela utiliza Controller Area Network, e define uma camada de aplicação para cobrir uma faixa dos perfis de dispositivos. Aplicações típicas incluem troca de comunicação, dispositivos de segurança, e controle de entrada/saída de redes. O DeviceNet foi originalmente desenvolvido pela companhia estadunidense Allen-Bradley (que atualmente pertence a Rockwell Automation).